# Тепла (притока Огрже)
Тепла (чеськ. Teplá) — річка в Чехії, що протікає по території Карловарського краю, правий приплив річки Огрже. Довжина 65 км, площа водозбірного басейну 385 км².

## Гідрографія та географія

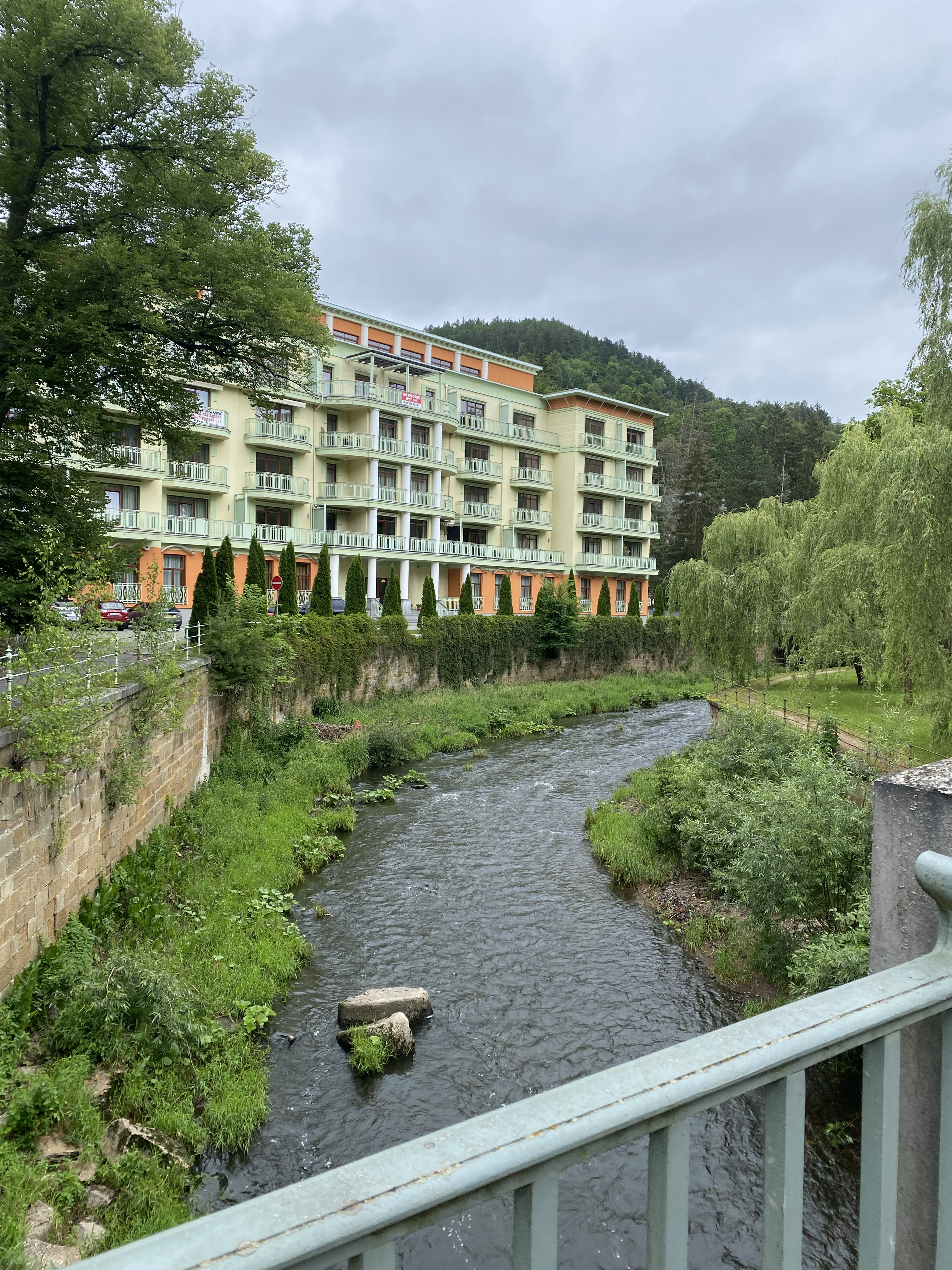
Ріка на околиці міста Карлові Вари

Річка бере початок на Тепельській височині за 3 км на північ від Маріанське-Лазне на висоті 790 м над рівнем моря. Протікає через однойменне місто та Бечов-над-Теплою. Впадає праворуч у річку Огрже в Карлових Варах на висоті 372 м над рівнем моря. 
Водозбірний басейн має площу 385 км². На його території знаходяться 638 водних об'єктів загальною площею 441,6 га, серед яких найбільшими є водосховища Становиці (109,8 га) та Підгора (76,1 га). Найважливішою притокою є Ломницький струмок, довжина якого становить 28 км. У Брежові, що за 4 км на південь від Карлових Вар, витрата води складає 1,87 м³/с. 

## Господарське значення
На річці збудовано дві греблі — Бржезова та Підгора. У Бржезові функціонує гідроелектростанція потужністю 0,29 МВт. 